# ISO 3166-2:DJ
ISO 3166-2:DJ is een ISO-standaard met betrekking tot de zogenaamde geocodes. Het is een subset van de ISO 3166-2 tabel, die specifiek betrekking heeft op Djibouti. 
De gegevens werden tot op 15 november 2016 geüpdatet op het ISO Online Browsing Platform (OBP). Hier worden 5 regio’s - region (en) / région (fr) / minţaqah (ar) - en 1 stad - city (en) / ville (fr) / madīnah (ar) - gedefinieerd.
Volgens de eerste set, ISO 3166-1, staat DJ voor Djibouti, het tweede gedeelte is een tweeletterige code.

## Codes
| Code  | Frans      | Arabisch   | Categorie |
| ----- | ---------- | ---------- | --------- |
| DJ-AS | Ali Sabieh | ‘Alī Sābiḩ | regio     |
| DJ-AR | Arta       | ‘Artā      | regio     |
| DJ-DI | Dikhil     | Dikhīl     | regio     |
| DJ-DJ | Djibouti   | Jībūtī     | stad      |
| DJ-OB | Obock      | Awbūk      | regio     |
| DJ-TA | Tadjourah  | Tājūrah    | regio     |